# Aspalathus venosa
Aspalathus venosa är en ärtväxtart som beskrevs av Ernst Meyer. Aspalathus venosa ingår i släktet Aspalathus och familjen ärtväxter. Inga underarter finns listade i Catalogue of Life.